# 특수작전사령부 (오스트레일리아)
특수작전사령부(Special Operations Command (SOCOMD))는 2003년 5월 5일에 설립된 오스트레일리아 육군의 특수부대를 총괄하는 오스트레일리아 국방군의 사령부이다. 소장 계급의 지휘관이 특수작전사령관(SOCAUST)으로 임명된다.

## 역사
1979년에 육군 특별행동전력국(영어: Directorate Special Action Forces - Army)으로 설립되었다.
19090년 2월 13일, 특수부대 본부로 대채되었다.
1997년 특수작전본부로 개명되었다.
2003년 5월 5일, 특수작전사령부로 재편성되었다.

## 산하 조직
현재 모든 오스트레일리아의 특수작전부대는 특전단 산하에 놓여있다.
- SAS 연대 - 웨스턴오스트레일리아주 스완본(영어판)
- 제1코만도연대
- 제2코만도연대
- 특수작전공병연대
- 특수작전군수Squdron
- 국방특수작전훈련교육원 - NSW 뉴사우스웨일스 홀스워시 막사
  - 오스트레일리아 국방군 특수작전학교 - NSW 홀스워시 막사
  - 오스트레일리아 국방군 낙하산학교  - NSW, HMAS 알바트로스
- 제6항공연대
- No. 4 Squadron RAAF - 전투통제사, 전방항공관제사/합동최종공격관제사

## 사령관
오스트레일리아 특수작전사령관(영어: Special Operations Commander Australia (SOCAUST))은 육군소장이 임명된다. 육군총장에게 보고하며, 합동작전총장은 특수부대가 전개하였을 때 작전 지휘에 대응한다. 오스트레일리아 국내에서의 대테러 활동으로 배치된 경우, 방위군총장에게 직접 보고한다. 

## 같이 보기
- 특수부대 목록
- 특수작전사령부 (뉴질랜드)
- 캐나다 특수작전전력사령부
- 미국 태평양 특수작전사령부

## 인용
1. ↑  “Special Operations Command” (오스트레일리아 영어). 2025년 3월 23일에 확인함.